# Chaca
Chaca – rodzaj słodkowodnych ryb sumokształtnych (Siluriformes) z monotypowej rodziny Chacidae.

## Występowanie
Od wschodnich Indii po wyspę Borneo.

## Klasyfikacja
Gatunki zaliczane do tego rodzaju:
- Chaca bankanensis
- Chaca burmensis
- Chaca chaca
- Chaca serica

Gatunkiem typowym jest Chaca hamiltonii (=Chaca chaca).